# Aphyolebias
Genre
Aphyolebias est un genre de poissons du bassin de l'Amazone, il contient huit espèces.

## Liste des espèces
Selon FishBase et ITIS:
- Aphyolebias boticarioi  Costa, 2004 (Pas dans ITIS)
- Aphyolebias claudiae  Costa, 2003
- Aphyolebias manuensis  Costa, 2003
- Aphyolebias obliquus  (Costa, Sarmiento et Barrera, 1996)
- Aphyolebias peruensis  (Myers, 1954)
- Aphyolebias rubrocaudatus  (Seegers, 1984)
- Aphyolebias schleseri  Costa, 2003
- Aphyolebias wischmanni  (Seegers, 1983)